# Краски ультрафиолетового отверждения
Краски ультрафиолетового отверждения (энергетически закрепляемые краски, краски УФ-отверждения) — краски, содержащие вещества, реагирующие на воздействие УФ-излучения, высыхающие под действием УФ-излучения.
Применяются в различных видах печати (трафаретная печать, флексография, офсет) для высококачественного воспроизведения растровой графики. Обладают жёсткой структурой, устойчивы к истиранию, воздействию влаги, излучений.
Для закрепления таких красок в процессе печати используют ультрафиолетовые лампы, высыхание происходит быстрее, чем для других видов красок. Это позволяет лучше контролировать процесс высыхания и наносить краску более толстым слоем. Напечатанные такими красками оттиски можно подвергать послепечатной обработке сразу после того, как они вышли из печатной машины. Отпадает необходимость выкладывать отпечатки на стеллажи для просушки.
Краски, основанные на растворителях (сольвентные), застывают (отвердевают) прямо на печатной форме, забивая собой самые мелкие точки растра, что приводит к исчезанию деталей в светлых участках оттиска, застывают на валиках, загрязняя их. С красками УФ-отверждения такого не происходит, поскольку они высыхают только под действием излучения и никак иначе. С другой стороны, это означает, что если краски не высохли под действием излучения, они не высохнут никогда.
Печать красками УФ-отверждения позволяет добиться высоких результатов при печати даже полноцветных изображений. За счёт быстрого закрепления краска не растекается, не выходит за границы точки, распределение краски более равномерно. Мы можем наносить краску толстым слоем, что увеличит оптическую плотность оттиска.
Краски УФ-отверждения могут быть токсичны, не всеми такими красками можно печатать на упаковке для пищевых продуктов. В отличие от сольвентных красок, не выделяют в воздух растворители, но при работе ламп образуется озон, токсичный в больших количествах.
Существуют также лаки УФ-отверждения.